# Поплар-Гіллс (Кентуккі)
Поплар-Гіллс (англ. Poplar Hills) — місто (англ. city) в США, в окрузі Джефферсон штату Кентуккі. Населення — 380 осіб (2020).

## Географія
Поплар-Гіллс розташований за координатами 38°10′41″ пн. ш. 85°41′35″ зх. д. / 38.17806° пн. ш. 85.69306° зх. д. (38.178011, -85.693006).  За даними Бюро перепису населення США в 2010 році місто мало площу 0,07 км², уся площа — суходіл.

## Демографія
Згідно з переписом 2010 року, у місті мешкали 362 особи в 195 домогосподарствах у складі 73 родин. Густота населення становила 5483 особи/км².  Було 220 помешкань (3332/км²).
Расовий склад населення:
| - 59,7 % — чорних або афроамериканців - 21,5 % — білих - 1,1 % — азіатів - 0,6 % — корінних американців - 16,6 % — осіб інших рас |

До двох чи більше рас належало 0,6 %. Частка іспаномовних становила 27,9 % від усіх жителів.
За віковим діапазоном населення розподілялося таким чином: 23,5 % — особи молодші 18 років, 73,2 % — особи у віці 18—64 років, 3,3 % — особи у віці 65 років та старші. Медіана віку мешканця становила 27,8 року. На 100 осіб жіночої статі у місті припадало 98,9 чоловіків;  на 100 жінок у віці від 18 років та старших — 91,0 чоловіків також старших 18 років.
Середній дохід на одне домашнє господарство  становив 25 151 долар США (медіана — 23 438), а середній дохід на одну сім'ю — 28 389 доларів (медіана — 22 813). За межею бідності перебувало 42,8 % осіб, у тому числі 57,9 % дітей у віці до 18 років та 33,3 % осіб у віці 65 років та старших.
Цивільне працевлаштоване населення становило 186 осіб. Основні галузі зайнятості: мистецтво, розваги та відпочинок — 25,3 %, виробництво — 22,6 %, освіта, охорона здоров'я та соціальна допомога — 16,1 %.